# Солнцев, Сергей Иванович (экономист)
Сергей Иванович Солнцев (1 [13] октября 1872, с. Терешок, Смоленская губерния — 12 ноября 1936, Москва) — русский и советский экономист, академик Всеукраинской академии наук (1 октября 1927) и Академии наук СССР (12 января 1929).
Магистр политической экономии и статистики (1912), профессор Санкт-Петербургского (1904—1913), Томского (1913—1917) и Новороссийского университетов (1917—1920), Одесского института народного хозяйства (1921), Петроградского (Ленинградского) университета (1922—1936). Ректор Новороссийского университета (ныне — Одесский национальный университет имени И. И. Мечникова) (17 марта 1920 — 10 июля 1920). 

## Биография
С. И. Солнцев родился в семье священника. В 1895 г. окончил гимназию в г. Вязьме. В том же году поступил на медицинский факультет Московского университета. В 1897 г. был отчислен из университета за участие в Союзном совете объединённого студенчества, организовавшем в ноябре 1896 года студенческие беспорядки. Сам С. И. Солнцев был выслан из Москвы на 2 года на свою историческую родину под негласный надзор полиции и лишён права поступления в отечественные вузы «до особого распоряжения». В 1900 г., получив разрешение из Министерства народного просвещения, С. И. Солнцев поступает на юридический факультет Санкт-Петербургского университета, который окончил 22 сентября 1904 г. с диплом I степени.
После завершения обучения С. И. Солнцев был оставлен при кафедре политической экономии и статистики для приготовления к профессорскому званию. В 1907 −1913 гг. — хранитель (заведующий) экономического кабинета Санкт-Петербургского университета. По совместительству в 1907—1913 гг. читал лекции по политэкономии на Стебутовских высших женских сельскохозяйственных курсах и Высших курсах торгово-промышленных знаний. В 1908—1910 гг. был командирован за границу, где работал в библиотеках Лондона, Берлина, Дрездена, слушал лекции лондонского профессора Э. Кеннана, участвовал в семинаре профессора берлинского университета Г. Шмоллера. В 1912 г. защитил в Санкт-Петербургском университете диссертацию «Заработная плата как проблема распределения» и был удостоен степени магистра политической экономии и статистики. С 1 января по 15 октября 1913 г. — приват-доцент кафедры политической экономии Санкт-Петербургского университета.
С 11 ноября 1913 г. — ординарный профессор кафедры финансового права юридического факультета Томского университета, с 30 января 1914 г. по апрель 1915 г. — секретарь совета того же факультета.
В 1917—1920 гг. — ординарный профессор кафедры политической экономии и статистики Новороссийского (Одесского) университета. 17 марта 1920 г. Учёным советом избран на должность ректора Новороссийского университета. Ректором С. И. Солнцев работал до 10 июля 1920 г., когда были ликвидированы Учёный совет, правление университета и его канцелярия, а дела передавались в институты, которые создавались на базе университета. Так, С. И. Солнцев был последним ректором Новороссийского университета.
В Одессе на базе Новороссийского университета были созданы: Институт народного образования, Физико-математический институт, Институт гуманитарно-общественных наук («Гумобин») и др. В последнем С. И. Солнцев работал профессором, а когда в 1921 г. началась его реорганизация, он был избран профессором Одесского института народного хозяйства и назначен деканом кооперативного факультета института. Однако в декабре 1921 г. С. И. Солнцев увольняется и переезжает в Петроград.
С 1921 г. читал курс политэкономии в Петроградском институте народного хозяйства. С 1922 г. — сотрудник Экономического научно-исследовательского института при факультете общественных наук Ленинградского (до 1924 — Петроградского) университета. По совместительству преподавал в Кооперативном институте. С 1929 г. — член Совета по изучению производительных сил при АН СССР (СОПС). Действительный член Академии наук УССР (1927) и действительный член Академии наук СССР (1929).
13 марта 1936 г. С. И. Солнцев умер, был кремирован, урна с его прахом захоронена в здании бывшего крематория нового Донского кладбища Москвы.

## Научная деятельность
Научные интересы С. И. Солнцева были связаны с теорией распределения и социальной структурой общества.
Обучаясь в Санкт-Петербургском университете, принимал активное участие в работе «Кружка политической экономии» под руководством приват-доцента В. В. Святловского, который был специалистом по вопросам статистики землевладения и организатором первых профсоюзов в России. Под влиянием В. В. Святловского С. И. Солнцев написал работу «О движении населения параллельно с изменением крестьянской поземельной собственности вообще, общинной и частно-личной в частности», за которую получил премию имени профессора Ю. Э. Янсона. В 1912 г. защитил диссертацию «Заработная плата как проблема распределения» на степень магистра политической экономии и статистики. В ней, проанализировав данные о движении кривых заработной платы в США и Великобритании, подтвердил сделанный им ранее вывод об уменьшении доли рабочих в распределении народного дохода. Отмеченную тенденцию С. И. Солнцев считал законом капитализма. Однако проблему распределения он отрывал от проблемы производства. В Томске он завершил работу над монографией «Общественные классы. Важнейшие моменты в развитии проблемы классов и основные учения» и опубликовал её в 1917 г. В ней С. И. Солнцев, использовал обширный материал, в том числе и произведения К. Маркса и Ф. Энгельса, излагает и анализирует историю зарождения и развития общественных классов во Франции, начиная с эпохи Великой французской буржуазной революции, и в Англии, начиная с предшественников английского социализма. Помимо этого, С. И. Солнцев занимался проблемами экономической теории, социологии, методологическими вопросами политической экономии, историей экономической мысли. Так, им была написана фундаментальная монография «Введение в политическую экономию. Предмет и метод» (1922).
После его смерти остались рукописи работ, подготовленных к изданию: «История российского физиократизма в XVIII в.»; «Чернышевский как политэконом»; «Российские академики и профессора как представители русской политико-экономической мысли»; «Киевское течение политико-экономической мысли». С. И. Сонцев сотрудничал с журналом «Народное хозяйство», принимал участие в издании сборников «Новые идеи в экономике» под редакцией М. И. Туган-Барановского. С 1930 по 1936 гг. входил в состав оргкомитетов, организовывал и проводил многие конференции по изучению производительных сил отдельных союзных и автономных республик, участвовал в составлении планов исследований на будущее. 

## Основные труды
- Рабочие бюджеты в связи с теорией «обеднения» : Социально-экономический очерк по данным Берлинской бюджетной статистики / С. И. Солнцев. — Смоленск : Электро-типо.-лит. Я. П. Подземского, 1907.
- Этический элемент в русской экономической литературе : (К вопросу о методологии в политической экономии) / С. И. Солнцев // Познание России. — 1909. — Кн. 11.
- К некоторым итогам последней профессионально-промышленной переписи в Германии 12 июня 1907 / С. И. Солнцев // Записки Императорского Русского технического общества. — 1909. — № 3.
- Общественные классы. Важнейшие моменты в развитии проблемы классов и основные учения — Томск, 1917. — 399 с.
- Рабочие бюджеты в связи с теорией «обеднения» : Социально-экономический очерк (по данным берлинской статистики) / С. И. Солнцев. — М. : Госиздат, 1923.
- Заработная плата как проблема распределения / С. И. Солнцев. — 3-е изд. — Л. : Госиздат, 1926.
- Земельная рента в крестьянском хозяйстве / С. И. Солнцев // Государственный институт опытной агрономии. Известия отдела сельскохозяйственной экономии и статистики. — Л., 1929. — Вып. VIII.

## Награды
- Орден Святой Анны III степени (1916).
- Медаль "В память 300 -летия  царствования Дома Романовых" (1913).